# Plateau brasiliano

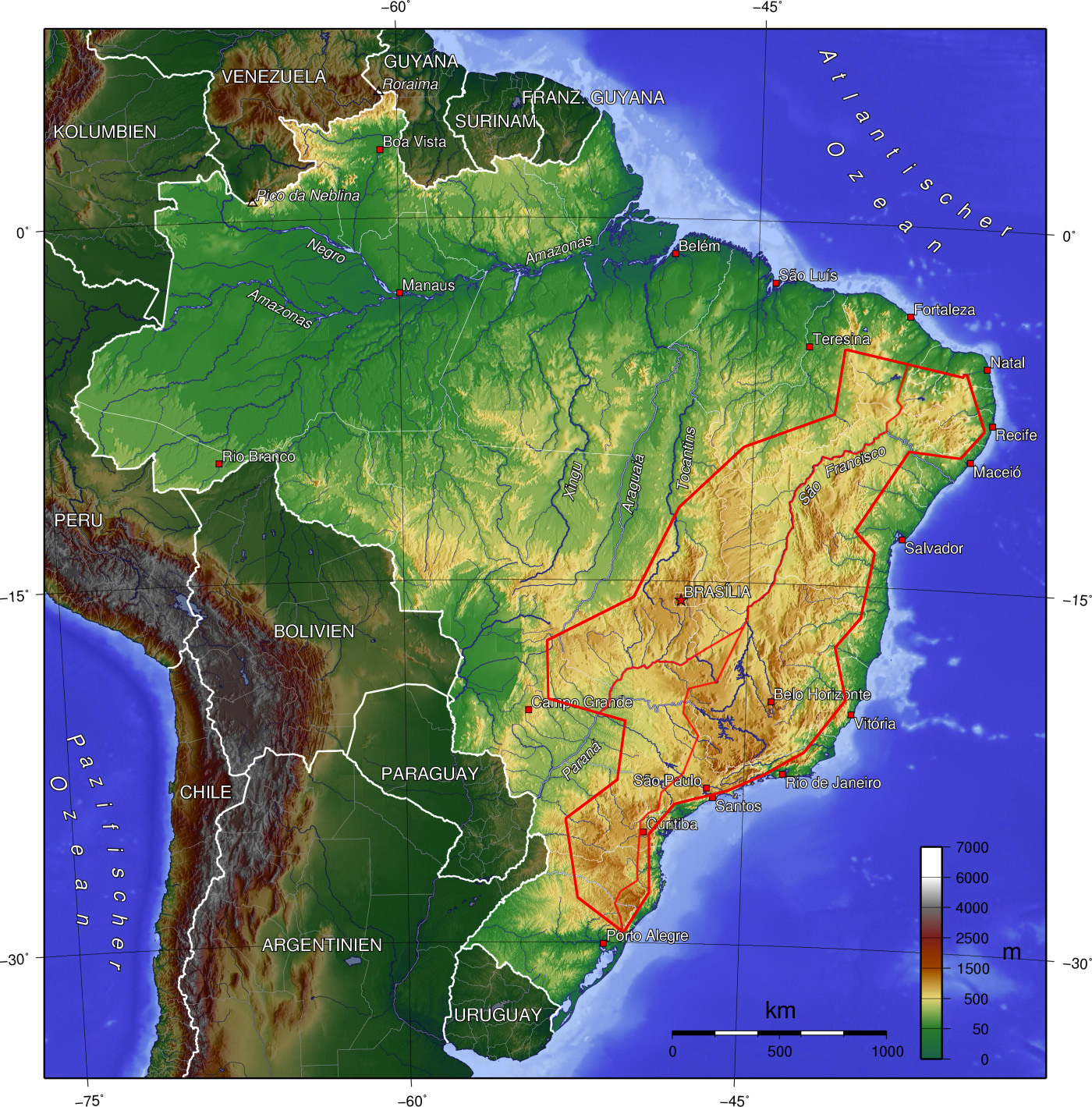
Il Plateau brasiliano è grossolanamente delimitato dalla linea rossa e si estende sulla porzione orientale, centrale e meridionale del Brasile.

Il Plateau brasiliano (in lingua portoghese: Planalto Brasileiro) è un'estesa regione geografica che copre gran parte della porzione orientale, centrale e meridionale del Brasile, estendendosi su quasi metà della superficie del paese, cioè circa 4.500.000 km². Da notare che la maggior parte della popolazione brasiliana (circa 200 milioni di abitanti) vive nelle zone dell'altopiano e delle regioni costali immediatamente adiacenti. 
La regione è stata originata da antiche colate di lava basaltica, ma da lungo tempo non si registra più alcuna attività sismica o vulcanica. L'erosione ha quindi giocato un ruolo fondamentale nel rimodellare la forma degli altopiani, dando luogo a estesi depositi sedimentari derivanti dall'erosione dei rilievi montuosi.
Nella regione del vasto plateau brasiliano si incontra una notevole diversità biologica, caratterizzata da molti biomi differenti, con condizioni climatiche notevolmente diverse, differenti tipi di suolo e di specie animali e vegetali.

## Suddivisioni
Data l'elevata estensione e le notevoli diversità che si incontrano, il Plateau brasiliano è in genere suddiviso in tre aree principali:
- Planalto Atlantico: si estende lungo la costa orientale del Brasile e include alcune catene montuose. In passato era interamente ricoperto dalla foresta atlantica, una delle più ricche aree di biodiversità del mondo, di cui oggi rimane solo il 7,3%
- Planalto Central: occupa la porzione centrale del Brasile, con formazioni cristalline e sedimentarie. Circa l'85% dell'area era un tempo ricoperta dalla vegetazione del Cerrado, di cui oggi rimane intatta solo una piccola porzione.
- Planalto Meridionale: esteso nella porzione centro meridionale del paese. Costituito da rocce sedimentarie parzialmente coperte da colate di lava basaltica che oggi formano un terreno fertile. Anche estese porzioni di questa regione erano un tempo ricoperte dalla foresta atlantica, mentre nella parte rimanente si trovava la foresta umida di Araucaria e il Cerrado.